# Крисхеви
Крисхеви (груз. კრისხევი) — село в Грузии. Находится в Хашурском муниципалитете края Шида-Картли. Высота над уровнем моря составляет 760 метров. Население — 67 человек (2014).